# Хлеб (фильм)
«Хлеб» (или 1920)— драматический короткометражный немой фильм, 1930 года, режиссёра Николая Шпиковского. Работа над фильмом проходила в 1929 году. Поставлен в 1930 году на кинофабрике «Украинфильм». В РСФСР, фильм был запрещен и не показывался влоть до реставрации в 2013 году.
Главную роль в фильме исполнил украинский актёр и писатель Лука Ляшенко.

## История
Процесс съемки короткометражного фильма, прошел в 1929 году. После премьерного показа, на 31-м международном кинофестивале в 1930 года, фильм был подвергнут цензуре и в широкий прокат не вышел.
В 2013 году, после реставрации,картина была показан в Италии, Польше, Белоруссии и на Украине, а также ряде российских городов. Оригинальная бобина фильма, хранится в одесской ВУФКУ.

## Сюжет
На родную Украину возвращается красноармеец Лука (Лука Ляшенко).

## В ролях[6]
| Имя                | Роль         | Примечание |
| ------------------ | ------------ | ---------- |
| Владимир Уральский | Захар        |            |
| Лука Ляшенко       | красноармеец |            |
| Дмитрий Капка      | дед          |            |
| Александр Чистяков | крестьянин   |            |
| Фёдор Гамалей      | кулак        |            |
| Софья Смирнова     | крестьянка   |            |